# Ester Dean
Ester Renay Dean (ismertebb nevén Esther Dean, Muskogee, Oklahoma,  1982. december 15.) amerikai énekesnő, dalszövegíró és producer. A Rio című filmhez készült albumon való daláról ismert, illetve 2009-es Drop It Low című kislemezéről, melyen Chris Brown is közreműködött. Rengeteg előadónak írt dalokat, így Nicki Minaj, Katy Perry, Beyoncé,  Mary J. Blige, Christina Aguilera, Ciara, Nicole Scherzinger, Usher, Kelly Rowland, Girlicious, Rihanna, R. Kelly, Britney Spears, és Soulja Boy Tell ’Em számára.

## Élete

### Kezdetek
Ester Dean az oklahomai Muskogee városában született, és Tulsában nőtt fel, majd a nebraskai Omahába költözött. Érettségi után Atlantában élt, később Los Angeles lakosa lett.

### Jelen: dalszövegírás
Miután Los Angeles városába költözött, ismert dalszövegíró lett belőle, majd az Interscope Records-cal kötött lemezszerződést. Karrierje során számtalan előadó számára írt számokat, például Britney Spears, Rihanna, Mary J. Blige, Monica Arnold, Keri Hilson, Keyshia Cole, Kelly Rowland, Girlicious, Katy Perry, Trey Songz, Ciara, Usher, Chris Brown, Nicki Minaj, Teyana Taylor, Beyoncé Knowles, és Christina Aguilera neve sorolható ide.
Dean kiadta első kislemezét, mely a Drop It Low címet kapta, és Chris Brown vokálai is hallhatóak a számban. A felvétel a More Than a Game című albumon kapott helyet. A kritikusok pozitívan fogadták, rengeteg előadó készített remixet hozzá, így Lil Wayne és Trey Songz. Nicki Minaj Super Bass című számát is részben Ester írta. A dal Minaj debütáló, Pink Friday című lemezén kapott helyet. A rajongók és kritikusok egyaránt dicsérték a felvételt. Dean a Rio filmzenés albumára két számot énekelt (Let Me Take You To Rio, Take You To Rio).

### 2011-napjainkig: Debütáló album és film
Ester jelenleg debütáló albumán dolgozik, mely várhatóan 2011-ben jelenik meg.
Ester a Jégkország 4-ben is megjelenik, Sloth Siren a karaktere, emellett énekelni is fog, Drake, Nicki Minaj, Queen Latifah és Jennifer Lopez mellett.

## Diszkográfia

### Kislemezek
| Év   | Kislemez    |
| ---- | ----------- |
| 2009 | Drop It Low |

## Fordítás
- Ez a szócikk részben vagy egészben  az   Ester Dean című angol Wikipédia-szócikk fordításán alapul.  Az eredeti cikk szerkesztőit annak laptörténete sorolja fel. Ez a jelzés csupán a megfogalmazás eredetét és a szerzői jogokat jelzi, nem szolgál a cikkben szereplő információk forrásmegjelöléseként.

## További információ
- Hivatalos oldal
- Ester Dean a PORT.hu-n (magyarul)
- Ester Dean az Internetes Szinkronadatbázisban (magyarul)
- Ester Dean az Internet Movie Database-ben (angolul)
- Ester Dean a Rotten Tomatoeson (angolul)